# ۲-بوتانول
۲-بوتانول (به انگلیسی: 2-Butanol) یک ترکیب شیمیایی با شناسه پاب‌کم ۶۵۶۸ است. 